# 紫端石石渠硯
紫端石石渠硯是清代高宗时期的硯，制作于1779年，属于玉石器，以端石制作，高9.0公分，邊長12.5，寬12.5公分。正方形，深灰色，四周有仿銅鏽的綠色。硯面邊框有一圈回紋，內有方形環状墨池，中央微凹处为硯堂。硯身四周琢有雲紋，上方雕有二對稱大眼人形獸，突出環状鼻子。下有四獸足。硯底以篆字刻「宜子孫」三字，底下刻有乾隆詩文。以紫檀番蓮紋方形硯盒装载。现藏于国立故宫博物院。